# Онії
Оній (множина: онії) — зв'язаний стан частинки та її античастинки. Ці стани зазвичай називаються шляхом додавання суфікса -оній до назви однієї зі складових частинок, за одним винятком для «мюонію»; зв'язану пару мюон-антимюон називають «справжнім мюонієм», щоб уникнути плутанини зі старою номенклатурою. 

## Приклади
Позитроній — це оній, який складається з електрона і позитрона, пов'язаних разом у довгоживучий метастабільний стан. Позитроній вивчається з 1950-х років для розуміння зв'язаних станів у квантовій теорії поля. Нещодавня розробка під назвою нерелятивістська квантова електродинаміка (NRQED) використовувала цю систему як полігон.
Піоній, зв'язаний стан двох протилежно заряджених піонів, цікавий для дослідження сильної взаємодії. Це також має бути справедливим для протонію. Справжніми аналогами позитронію в теорії сильних взаємодій є кварконієві стани: це мезони з важкого кварку і антикварка (а саме з чармонію і боттомонію). Дослідження цих станів за допомогою нерелятивістської квантової хромодинаміки (NRQCD) та ґраткової КХД є все більш важливими тестами квантової хромодинаміки.
Розуміння зв'язаних станів адронів, таких як піоній і протоній, також важливо для прояснення уявлень, пов'язаних з екзотичними адронами, такими як мезонні молекули та стани пентакварка.

## Виноски
1. ↑  "Muonium" is the name assigned by IUPAC to an electron–antimuon bound state before the current convention became popular. So, despite its name, muonium is not a bound muon–antimuon onium. A muon–antimuon bound state is called "true muonium" to reduce confusion.